# نبض متناقض
النبض المتناقض (بالإنجليزية: Pulsus paradoxus)‏هو حالة يكون فيها النبض منتظما، بينما قوة النبض متغيرة (متناوبة). النبض القوي يتبدل بنبض ضعيف، على التناوب. هذه الحالة تنتج بسبب هبوط حاد في عمل البطين الايسر من القلب. يمكن اكتشاف هذه الحالة لدى تحسس النبض أو لدى قياس ضغط الدم، إذ يمكن سماع صوت نبض ضعيفا مرة، ثم قويا مرة أخرى، في الشريان.ويبرز النبض المتناقض في قوة النبض اثناء مراحل التنفس. خلال مرحلة الشهيق، يضعف النبض نتيجة لانخفاض ضغط الدم لاكثر من 10 ملم / زئبق في هذه المرحلة.يتميز النبض المتناقض بأنه يصبح أصغر أثناء الشهيق،
هذه الظاهرة يمكن ان تظهر عند حصول تجمع للسوائل حول القلب والتي تسمى (الانصباب التاموري - Pericardial effusion)، والتي تسبب ضغطا على القلب وتعيق عمله.

## الأسباب
السبب يعود لتجمع سوائل حول القلب (الانصباب التاموري)، تضغط على القلب وتعيق عمله بشكل طبيعي.وهو مبالغة للتغيير التنفسي العادي في النبض، ويحدث في الاندحاس القلبي والتهاب التامور المضيق.

## العلاج
تتطلب هذه الحالة تصريف السوائل المتجمعة لتسهيل عمل القلب. وذلك اما عن طريق استخدام أدوية تخفف الضغط على القلب وأدوية مدرة للبول أو عن طريق البزل.

## وصلات إضافية
- Clinical signs in medicine: pulsus paradoxus - Mechanism, pathophysiology, detection and management of patient with pulsus paradoxus.
- Another definition of Pulsus Paradoxus
- Hamzaoui، O؛ Monnet, X؛ Teboul, JL (6 ديسمبر 2012). "Pulsus paradoxus". The European respiratory journal. ج. 42 ع. 6: 1696–705. DOI:10.1183/09031936.00138912. PMID:23222878.